# Paradise Papers
Pour les articles homonymes, voir Paradise et Paper.
Les Paradise Papers sont les révélations publiées en novembre 2017 par le Consortium international des journalistes d'investigation (ICIJ pour International Consortium for Investigative Journalism) sur la base d'une fuite de plus de 13,5 millions de documents confidentiels notamment issus du cabinet d'avocats Appleby, détaillant des informations sur des sociétés offshore. Parmi eux se trouvent des multinationales et de nombreuses personnalités de la vie publique,,,.

## Contexte
Les « Paradise Papers » révélés en novembre 2017 par le Consortium international des journalistes d'investigation (ICIJ) font suite à une série de scandales financiers, qui ont chacun à leur manière dévoilé une partie du monde nébuleux des paradis fiscaux, de l’évasion fiscale et du blanchiment d’argent.
Cette publication intervient en effet après les Malta Files de mai 2017, les Bahamas Leaks de septembre 2016, les Panama Papers en avril 2016, les SwissLeaks de février 2015, les Luxembourg Leaks de novembre 2014, les China Leaks de janvier 2014 et les Offshore Leaks d'avril 2013. Le Consortium international des journalistes d'investigation (ICIJ) est à l'origine de toutes ces affaires, hormis les Malta Files révélés par l'European Investigative Collaborations (EIC).
Ces précédentes révélations des médias sur les méthodes de fraude et d’évasion fiscale ont poussé les gouvernements à agir. À l'échelle européenne, depuis 2017, les administrations fiscales doivent échanger de manière automatique des informations sur les « rescrits fiscaux » accordés aux entreprises,. De même, le « reporting » pays par pays des grandes multinationales a été rendu obligatoire et une directive anti-évasion fiscale a été adoptée afin de lutter contre les « discordances hybrides » qui permettent d’échapper à l’impôt.
Lorsque le journal allemand Süddeutsche Zeitung a reçu les documents des Paradise Papers transmis par une source anonyme, elle les a partagés avec le Consortium international des journalistes d'investigation, basé à Washington,. Ces révélations sont publiées à partir du 5 novembre 2017, à l’issue d’un an d’enquête collaborative menée par 381 journalistes de 67 pays travaillant pour 96 médias,.
Ces nouvelles révélations des Paradise Papers concernent des montages d'optimisation fiscale pratiqués par des multinationales et célébrités planétaires. Selon les calculs effectués pour l’ICIJ par l'économiste français Gabriel Zucman, cette optimisation fiscale des entreprises et des grandes fortunes représente 350 milliards d’euros de pertes fiscales par an aux États du monde entier. Pour l’Union européenne, ce montant est estimé à 120 milliards d’euros dont une vingtaine pour la France. Ces montages sont, selon le journal Le Monde, pour la plupart « a priori légaux », mais « l’ampleur des sommes échappant à l’impôt est telle que la question se pose aussi en termes d’éthique ».

## Contenu

Pays où des hommes politiques, des personnalités officielles ou leurs propres associés sont impliqués dans les fuites publiées le 5 novembre 2017.

### Volume et types de fichiers
Les Paradise Papers consistent en trois ensembles de données totalisant 13,5 millions de documents :
- 6,8 millions de documents internes, de 1950 à 2016, du cabinet d’avocats Appleby et sa spin-off Estera[18], présent dans une dizaine de paradis fiscaux. La fuite contient notamment la base de données des clients d'Appleby de 1993 à 2014, où figurent les noms de 120 000 personnes et entreprises, ainsi que des documents sur 25 000 entreprises offshore[12] ;
- 6,2 millions de documents issus des registres confidentiels des sociétés de dix-neuf paradis fiscaux. Ces paradis fiscaux sont : Antigua-et-Barbuda, Aruba, Bahamas, Barbade, Bermudes, Dominique, Grenade, îles Caïmans, îles Cook, îles Marshall, Labuan, Liban, Malte, Saint-Christophe-et-Niévès, Sainte-Lucie, Saint-Vincent-et-les-Grenadines, Samoa, Trinité-et-Tobago, Vanuatu.
- 566 000 documents internes du cabinet Asiaciti Trust, basé à Singapour.

Cette fuite constitue la deuxième plus grande révélation de documents exploités par les médias (1,4 To), après les Panama Papers (2,3 To) mais en dépassant de loin le total des données des câbles de WikiLeaks de 2010 (1,7 Go), des Offshore Leaks de 2013 (260 Go), des Luxleaks de 2014 (4 Go) et des Swissleaks de 2015 (3,3 Go),,.

### Analyse et exploitation
Une grande partie de ces fichiers provenant de documents internes, le Consortium International des Journalistes d'Investigation (ICIJ) a dû mettre en place des outils spécifiques pour les partager avec les partenaires de l'enquête. En utilisant des logiciels open source tels que Blacklight, Apache Solr, Apache Tika ou Tesseract, le consortium a permis à ces partenaire d'accéder à ces 13,5 millions de documents via un moteur de recherche,.
Le consortium a également mis les données à la disposition des médias partenaires en utilisant Neo4j, un système de gestion de base de données basée sur les graphes, et Linkurious (en), une plateforme française de visualisation de données. Ces deux outils, déjà utilisés pour les Panama Papers, ont été utilisés par les journalistes pour mener à bien leurs travaux d’investigation et faciliter la visualisation des relations entre les personnes citées.

## Entreprises concernées
Grâce à l’installation de son siège en Irlande, Apple ne payait que très peu d’impôts sur ses bénéfices réalisés en Europe. Après trois ans d'enquête, les pratiques d'Apple en Irlande ont été sanctionnées en août 2016 par la Commission européenne. L'institution a ainsi imposé à l'Irlande de réclamer 13 milliards d'euros d'avantages fiscaux à Apple. Le groupe américain a finalement déplacé en 2015 le domicile fiscal de sa filiale internationale de l'Irlande à l'île de Jersey, qui dépend de la couronne britannique, afin de bénéficier d'un taux d'imposition nul.
L'équipementier Nike pratique l'optimisation fiscale par une série de montages financiers entre les Pays-Bas et les Bahamas, ce qui lui permettrait, selon le journal Le Monde, de « réduire son taux d’imposition à 2 % en Europe ».
D'autres groupes sont concernés comme Facebook, Twitter, Uber, Glencore, Whirlpool, Wells Fargo, le groupe Louis-Dreyfus, la Banque de Montréal, entre autres.
Les entreprises françaises citées sont Dassault Aviation, Engie, Mutuel Interial (la mutuelle des fonctionnaires de la Police, des Préfectures, du Ministère de l'Intérieur, des Conseils Généraux et des Agents territoriaux) et Total,.

## Conséquences

### France
Le 7 novembre 2017, le porte-parole du gouvernement français, Christophe Castaner, a annoncé que « Toute infraction aux règles fiscales constatée dans les Paradise Papers sera « immédiatement poursuivie » ». Le ministre de l'Action et des Comptes publics, Gérald Darmanin, a indiqué de son côté « que le gouvernement serait favorable au renforcement des sanctions, notamment de la déchéance des droits civiques automatique de tous les fraudeurs et de tous ceux qui, caractérisés, font de l’évasion fiscale ».

### Pays-Bas
Le Premier ministre des Pays-Bas Mark Rutte, membre du Parti populaire libéral et démocrate (VVD), a annoncé le 8 novembre 2017 son intention de réviser 4 000 rescrits fiscaux avec des multinationales, ces accords noués par le fisc et les multinationales pour fixer un taux d’imposition forfaitaire avantageux. En novembre 2018, le durcissement de la législation néerlandaise est acté.

### Union européenne
Le 7 novembre 2017 également, à la demande de la France, les ministres de l’Union européenne (UE), réunis à Bruxelles lors d'un Conseil pour les affaires économiques et financières (Ecofin) ont inscrit le sujet du projet de « liste noire des paradis fiscaux » en urgence à l'agenda. Selon Le Monde, une douzaine de pays sont actuellement visés, incluant l'île de Man, les îles Caïmans, les îles Marshall, les Bermudes et les îles Turks-et-Caïcos ; la majorité des territoires étant placés sous la tutelle britannique. S’ils ne modifient pas leur politique fiscale d’ici le 5 décembre 2017, la liste pourrait être adoptée par le Conseil européen.
À la suite de la découverte des montages financiers destinés à contourner les règles communautaires en matière de TVA sur l’île de Man, pour l’immatriculation de jets privés, la Commission européenne a lancé en novembre 2017 une enquête préliminaire sur les pratiques fiscales de cette dépendance de la Couronne britannique. Un an plus tard, en novembre 2018, la Commission européenne initie une procédure d'infraction contre le Royaume-Uni pour « pratiques abusives en matière de TVA » sur l'île de Man, considérant que « le Royaume-Uni n’a pas pris de mesures suffisantes pour lutter contre ces pratiques abusives en matière de TVA, en ce qui concerne les livraisons et la prise en crédit-bail d’aéronefs ».
En avril 2018, la Commission européenne déclare que « les Paradise Papers ont dévoilé une fraude à la TVA de grande ampleur dans le secteur des yachts » et annonce engager une procédure d'infraction contre la Grèce, Chypre et Malte, les deux premiers États ayant mis en place des dispositions similaires au leasing maltais.

## Filmographie
- Les « Paradise Papers » : au cœur d'un scandale mondial, documentaire d'Édouard Perrin diffusé le 7 novembre 2017 et présenté par Élise Lucet sur France 2 dans le cadre de l'émission Cash investigation[41].
- (de) Paradise Papers: Geheime Geschäfte - Die Milliarden-Deals der Rohstoffkonzerne, un documentaire de Jochen Taßler, Petra Nagel, Petra Blum et Georg Wellmann diffusé le 5 novembre 2017 sur Das Erste, la première chaîne de télévision généraliste publique fédérale allemande[42]
- (en) The true story behind the secret 9-month Paradise Papers investigation, un documentaire produit par Vice News et diffusé le 13 novembre 2017 sur HBO[43].